# Terry O'Neill (fotograf)

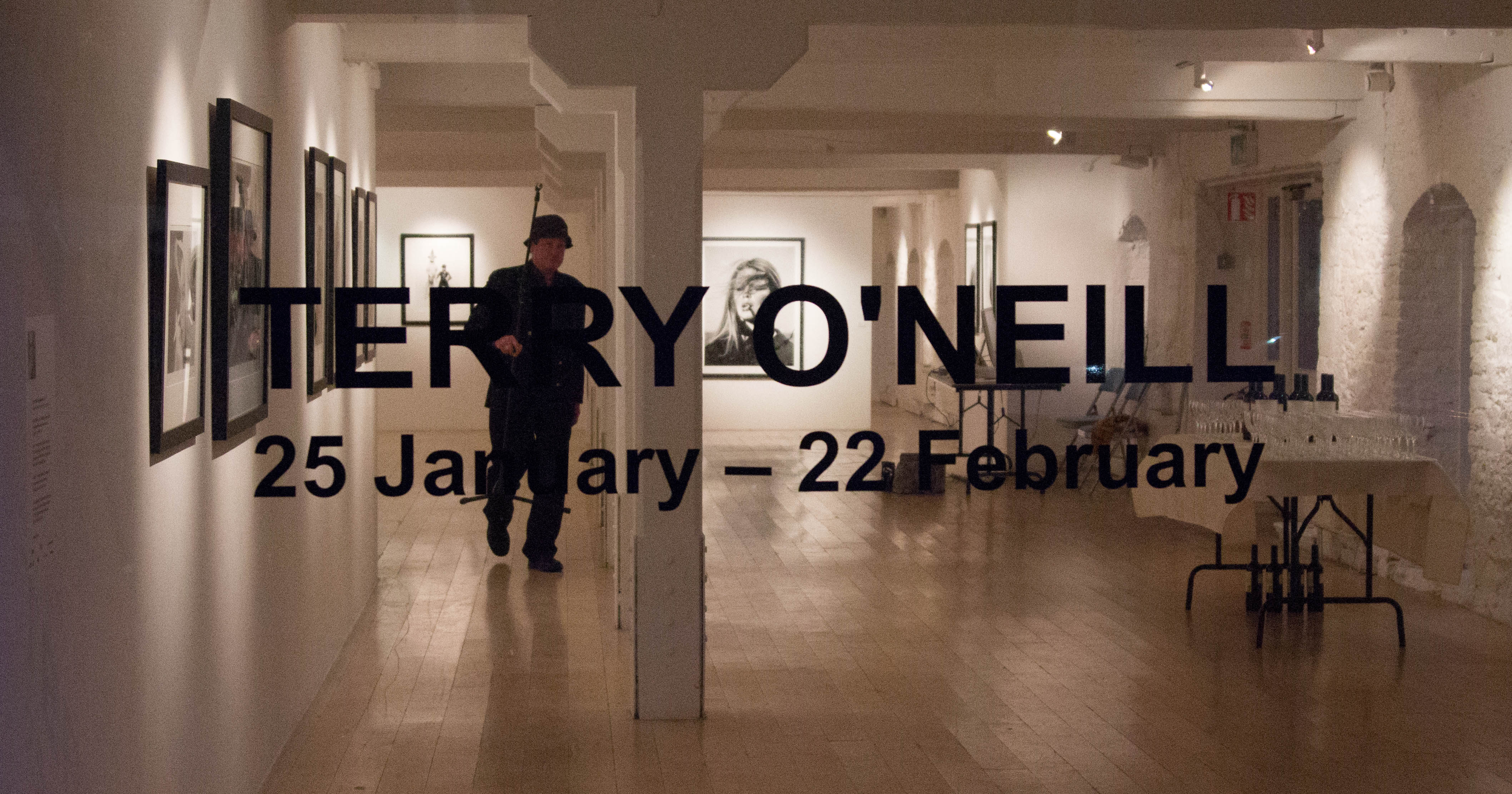
Autor na své výstavě, 2013

Terence Patrick O'Neill (30. července 1938 – 16. listopadu 2019) byl britský fotograf známý módními fotografiemi, stylů a osobností šedesátých let. Fotografie O'Neilla zachycují jeho subjekty přirozeně, neformálně nebo v nekonvenčním prostředí.
Jeho práce byla uvedena na mnoha výstavách. V roce 2004 mu bylo uděleno čestné stipendium Královské fotografické společnosti a medaile společnosti za rok 2011. Jeho práce jsou ve sbírce Národní galerie portrétů v Londýně.

## Život a kariéra
O'Neill se narodil v Romfordu ve východním Londýně a začal svou kariéru ve fotografické jednotce pro leteckou společnost na londýnském letišti Heathrow. Během této doby vyfotografoval spící postavu v čekárně, která byla náhodou odhalena za ministra vnitra Raba Butlera. O'Neill poté v roce 1959 našel další zaměstnání na Fleet Street u The Daily Sketch. Jeho prvním profesionálním úkolem bylo fotografovat britského herce Laurence Oliviera.
Během šedesátých lét, kromě fotografování současných osobností, jako je Judy Garlandová, Beatles a Rolling Stones, fotografoval také členy britské královské rodiny, prominentní politiky a na svých fotografiích ukazoval více lidskou stránku těchto lidí, než se obvykle zobrazovali doposud – jeho fotografie zachycují portrétované přirozeně, neformálně nebo v nekonvenčním prostředí.
O'Neillovy fotografie Eltona Johna patří mezi jeho nejznámější. Jejich výběr se objevil v knize Eltonografie z roku 2008. Mezi jeho nejslavnější obrazy patří také série americké herečky Faye Dunawayové (v té době jeho přítelkyně) za úsvitu 29. března 1977, když ráno po vítězství v Akademii lenošila u bazénu v hotelu Beverly Hill, kde získala Oskara pro nejlepší herečku za film Network, s několika novinami rozesetými kolem ní a její soškou Oscara prominentně zobrazenými na stole vedle jejího podnosu. Série byla fotografována barvevně i černobíle.
O'Neill se podílel (jako Terrence O'Neill) jako výkonný producent filmu Mommie Dearest (1981). Jeho jediná další účast u filmu bylo fotografování natáčení operního filmu Aria (1987).

## Osobní život
O'Neill byl ženatý s herečkou Verou Day po dobu 13 let; měli spolu dvě děti, Keegana Alexandra a Sarah Jane. Dlouhodobý vztah měl s Faye Dunawayovou; v 80. letech byli čtyři roky manželé a měli syna Liama. V roce 2003 v americkém bulvárním časopise Star citoval, že Liama přijal za svého, ale nebyl jeho biologický syn, na rozdíl od veřejných tvrzení Faye Dunawayové. V roce 2001 se O'Neill oženil s Laraine Ashtonovou, bývalou šéfkou modelingové agentury.
O'Neill podstoupil trojitý bypass a v roce 2006 operaci rakoviny tlustého střeva. Zemřel 16. listopadu 2019 ve svém domě v Londýně na rakovinu prostaty ve věku 81 let.

## Výstavy
- Terry O'Neill: Celebrity, Národní portrétní galerie (Londýn), září 2003 – březen 2004[24]
- Getty Image Gallery, the Village, Westfield London, Londýn, červenec 2009. Retrospektiva.[25]
- San Francisco Art Exchange, San Francisco, CA, červenec – srpen 2009. Fotografie Eltona Johna a Franka Sinatry.[26]
- Terry O'Neill, Reworked, 2010. Šest umělců dostalo na výběr fotografie k přepracování (re-work), jak si přáli.[27]
- Leeds Gallery, Munro House, Leeds, Spojené království, září – říjen 2011. Retrospektiva.[28][29]
- Ransom Art Gallery, Londýn, září 2016. O'Neillovy fotografie Davida Bowieho, které souvisely s publikací Bowie By O'Neill.[30] Putovní výstava: Mouche Gallery, Beverly Hills, Los Angeles, říjen – listopad 2011.[31]
- Iconic Images Gallery, Londýn, 2018. Rare and Unseen.[32]

## Knihy
- Legends. Jonathan Cape, 1985. ISBN 9780224028493
- Celebrity. Little, Brown, 2003. ISBN 978-0316724456
- Sinatra: Frank and Friendly- A Unique Photographic Memoir of a Legend. Evans Mitchell, 2007. ISBN 978-1901268324
- Eltonography: Sir Elton John a Life in Pictures. Evans Mitchell, 2008. ISBN 978-1901268331
- All About Bond. Evans Mitchell, 2012. ISBN 978-1901268577
- Terry O'Neill, 2013. ISBN 978-1851496921
- Terry O'Neill's Rock 'n' Roll Album. ACC, 2014. ISBN 978-1851497720
- Two Days That Rocked the World: Elton John Live at Dodger Stadium. ACC, 2015. ISBN 978-1851498062
- Breaking Stones 1963–1965: A Band on the Brink of Superstardom. ACC, 2016. ISBN 978-1851498161
- Terry O'Neill: Every Picture Tells a Story. ACC, 2016. ISBN 978-1851498338
- When Ziggy Played The Marquee. ACC, 2017. ISBN 978-1851498666
- Led Zeppelin Live : 1975–1977. ACC, 2018. ISBN 978-1851498963
- Terry O'Neill: Rare & Unseen. ACC, 2018. ISBN 978-1851498918
- Bowie by O'Neill: The definitive collection with unseen images. Cassell, 2019. ISBN 978-1788401012
- Elton John by Terry O'Neill: The definitive portrait, with unseen images. Cassell, 2019. ISBN 978-1788401487
- Always Audrey: Six Iconic Photographers. One Legendary Star. ACC, 2019. ISBN 978-1788840323

## Vyznamenání a vyznamenání
- 2004: Čestné společenství v Královské fotografické společnosti.[3]
- 2011: Medaile Královské fotografické společnosti.[4]
- 2019: Řád britského impérie (CBE) za přínos fotografii.[33]

## Sbírky
- Národní portrétní galerie (Londýn): 77 tisků (k listopadu 2019)[34]